# گرینگسوالده
شهر گرینگسوالده (به آلمانی: Geringswalde) در عرض جغرافیایی 51.0768 (DMS: ۵۱°4'36"N) و طول جغرافیایی 12.9073 (DMS: ۱۲°54'26"E)، در ایالت زاکسن در کشور آلمان واقع شده‌است.